# Merrimack megye
Merrimack megye az Amerikai Egyesült Államokban, azon belül New Hampshire államban található. Megyeszékhelye és legnagyobb városa Concord. Lakosainak száma 153 808 fő (2020. április 1.). Merrimack megye Belknap, Hillsborough, Rockingham, Strafford, Grafton és Sullivan megyékkel határos.

## Népesség
A megye népességének változása:
| Lakosok száma | 146 407 | 146 641 | 146 932 | 146 849 | 147 994 | 153 808 |
|               | 2010    | 2011    | 2012    | 2013    | 2015    | 2020    |